# کبوتر میوه‌خوار سینه‌شرابی
کبوتر میوه‌خوار سینه‌شرابی (نام علمی: Ptilinopus viridis) گونه‌ای از پرندگان خانواده کبوتران (Columbidae) است که در جزایر ملوک، گینه نو و مجمع الجزایر سلیمان یافت می‌شود. زیستگاه طبیعی آن جنگل‌های جلگه‌ای نمناک نیمه‌گرمسیری یا گرمسیری است.